# Badou Ndiaye
Papa Alioune “Badou” Ndiaye (født 27. oktober 1990 i Dakar, Senegal), er en senegalesisk fodboldspiller (midtbane).
Ndiaye spiller for engelske Stoke City, som han har været tilknytte siden 2018. Han har tidligere repræsenteret blandt andet norske Bodø/Glimt samt Osmanlıspor og Galatasaray i Tyrkiet.

## Landshold
Ndiaye står (pr. maj 2018) noteret for 13 kampe for det senegalesiske landshold. Han debuterede for holdet 13. juni 2015 i et opgør mod Burundi. Han var en del af den senegalesiske trup til VM 2018 i Rusland.